# William Hayley
William Hayley est un poète anglais, né à Chichester en 1745 et mort à Londres le 12 novembre 1820.

## Biographie
Gentleman par l'éducation  et la fortune, lié avec toutes les sommités littéraires de son temps, il jouit de son vivant d'une réputation qui ne lui survécut pas.
Ses principales productions : Triumphs of Temper, des Essays sur la sculpture et la poésie épique, 
A Philosophical Essay on Old Maids, des tragédies et un roman, sont tombés dans l'oubli, à l'exception peut-être d'une Vie de Cowper parue en 1803.